# 勒格尼茨
勒格尼茨是德国梅克伦堡-前波美拉尼亚州的一个市镇。总面积11.42平方公里，总人口194人，其中男性94人，女性100人（2011年12月31日），人口密度17人/平方公里。